# Крашки миш
Крашки миш (лат. Apodemus mystacinus) је ситни сисар из породице мишева (Muridae). 

## Распрострањење
Ареал врсте покрива Балканско полуострво и југозападни део Азије. Врста има станиште у Турској, Ираку, Грузији, Јордану, Либану, Сирији, Израелу, Србији и Грчкој. Балканске популације се често сматрају засебном врстом, балканским крашким мишем (Apodemus epimelas).

## Станиште
Станишта врсте су шуме на каменитим подручјима.

## Начин живота
Исхрана крашког миша укључује житарице, инсекте, пужеве и шишарке.

## Угроженост
Ова врста је наведена као последња брига, јер има широко распрострањење и честа је врста.